# Live From The Hollywood Bowl 1975
Live From The Hollywood Bowl 1975 è un album dal vivo del gruppo musicale America, pubblicato il 20 aprile 2024 in occasione del Record Store Day. In origine l'album è stato pubblicato esclusivamente in formato LP.
Il 6 settembre dello stesso anno, l'album è stato pubblicato anche in formato digitale e CD.

## Descrizione
L'album è stato registrato durante il concerto tenutosi, nel 1975, all'Hollywood Bowl di Los Angeles.

## Tracce
1. Miniature – 1:20
2. Tin Man – 3:40
3. Muskrat Love – 3:14
4. Baby It's Up to You – 2:19
5. Moon Song – 4:04
6. Old Man Took – 3:09
7. Old Virginia – 3:24
8. I Need You – 2:35
9. Lonely People – 2:39
10. Don't Cross the River – 2:37
11. Ventura Highway – 3:50
12. Glad to See You – 3:23
13. Woman Tonight – 2:27
14. Story of a Teenager – 3:15
15. Midnight – 2:37
16. Company – 3:30
17. Hollywood – 4:36
18. Daisy Jane – 3:56
19. Sister Golden Hair – 3:37
20. A Horse with no Name – 4:45